# RAF Fighter Command
Il Fighter Command è stato uno dei comandi della Royal Air Force britannica. Attivato nel 1936 ebbe un ruolo fondamentale durante la seconda guerra mondiale ed in particolare nella battaglia d'Inghilterra, durante la quale gli aerei da caccia britannici riuscirono a fermare i tentativi della Luftwaffe di guadagnare la supremazia aerea nei cieli dell'Inghilterra.